# Al-Shir
Al-Shir (tiếng Ả Rập: الشير) là một thị trấn ở phía tây bắc Syria, một phần hành chính của Tỉnh Latakia, nằm ở phía nam Latakia. Các địa phương gần đó bao gồm Baksa và Sqoubin ở phía bắc, Fideo ở phía đông và Hanadi, al-Bassah và Bustan al-Basha ở phía nam. Theo Cục Thống kê Trung ương Syria, al-Shir có dân số 2.129 trong cuộc điều tra dân số năm 2004. Cư dân của nó chủ yếu là Alawites.